# Crazy Bats
Crazy Bats est un parcours de montagnes russes enfermées construit par Vekoma pour le parc d'attractions allemand Phantasialand.

## Historique
L'attraction ouvre le 1er avril 1988 après 18 mois de construction sous le nom de Space Center alors décorée sur l'espace. Le parcours passe entre des reproductions de fusées et d'astéroïdes. Des milliers de petites lumières représentent des étoiles. En 2001, avec l'ouverture de Wuze-Town, l'attraction est redécorée en jungle et renommée Temple of the Night Hawk. En 2019, l'attraction est renommée Crazy Bats et devient une expérience en réalité virtuelle avec l'ajout de casques. 

## Parcours
Pendant les quatre minutes du parcours, les trains sont montés trois fois par un lift hill. Avec une longueur de 1 174 mètres, ce sont les plus longues montagnes russes enfermées au monde jusqu'à l'ouverture en 2022 de Guardians of the Galaxy: Cosmic Rewind. L'attraction a quatre trains de sept wagons. Les passagers sont placés à deux sur deux rangs pour un total de 28 passagers par train.